# Studio Hibari
Studio Hibari (株式会社スタジオ雲雀?, Kabushiki-gaisha Sutajio Hibari) è uno studio di animazione giapponese fondato nel luglio 1979. 
Il suo nome tradotto in italiano si riferisce all'allodola. Una delle serie più famose che ha prodotto è Major.

## Storia

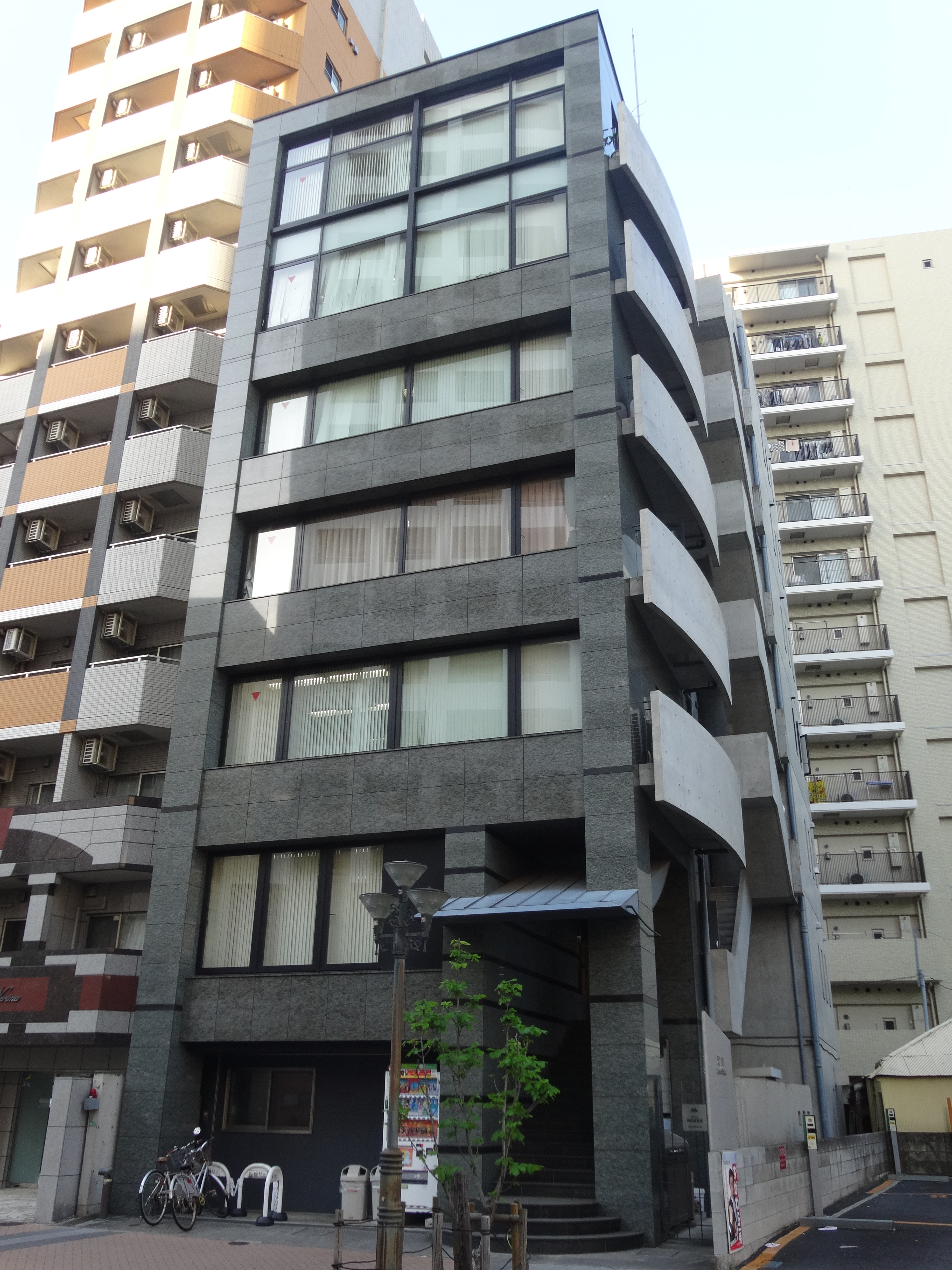
Lo studio in Nerima.

Lo studio è stato fondato nel luglio 1979 da Hiroyoshi Mitsunobu insieme a sua moglie Sachiko. Nel 1986, il loro figlio, Seiji Mitsunobu, è stato nominato CEO. Inizialmente situato ad Higashiōizumi, nel 1998 lo studio ha spostato la sua sede a Nerima, al fine di cogliere maggiori opportunità commerciali. Nel corso degli anni, lo studio ha registrato diverse espansioni significative. Nel 2009 ha aperto una sede a Ho Chi Minh, in Vietnam; inoltre, ha istituito due filiali: Larx Entertainment nel 2006 e Lerche nel 2011. Quest'ultima ha ricevuto particolare riconoscimento per aver animato il famoso manga Assassination Classroom.

## Produzioni

### Serie TV

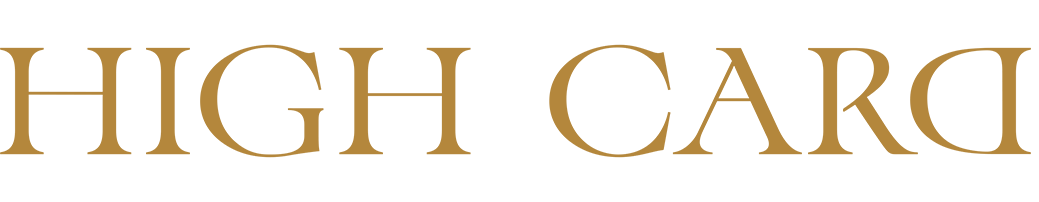
Logo dell'anime High Card.

| Titolo                                | Anno di produzione | Episodi | Note e fonti         |
| ------------------------------------- | ------------------ | ------- | -------------------- |
| Paniponi                              | 1998               | 48      | [ 4 ]                |
| Strofe d'amore                        | 1999-2000          | 44      | [ 4 ]                |
| Uchūjin Tanaka Tarō                   | 2000-2001          | 24      | [ 4 ]                |
| Tantei Shounen Kageman                | 2001-2002          | 39      | [ 4 ]                |
| Happy Lesson                          | 2002               | 13      | [ 4 ]                |
| Mirmo!!                               | 2002-2005          | 172     | [ 5 ]                |
| Duel Masters                          | 2002-2003          | 26      | [ N 1 ] [ 5 ]        |
| Lime-iro Senkitan                     | 2003               | 13      | [ 5 ]                |
| Happy Lesson Advance                  | 2003               | 13      | [ 5 ]                |
| Zettai zetsumei: denjarasu jiisan     | 2004-2005          | 51      | [ 5 ]                |
| Duel Masters Charge                   | 2004-2006          | 52      | [ 5 ]                |
| Major                                 | 2004-2007          | 78      | [ 5 ]                |
| Happy Seven                           | 2005               | 13      | [ N 2 ] [ 6 ]        |
| Kashimashi: Girl Meets Girl           | 2006               | 13      | [ 6 ]                |
| Nerima Daikon Brothers                | 2006               | 12      | [ 6 ]                |
| Yoshinaga-san Chi no Gargoyle         | 2006               | 13      | [ 6 ]                |
| Tsuyokiss Cool×Sweet                  | 2006               | 12      | [ N 2 ] [ 6 ]        |
| Sumomomo Momomo: Chijō saikyō no yome | 2006-2007          | 22      | [ 6 ]                |
| Venus Versus Virus                    | 2007               | 12      | [ 6 ]                |
| Moonlight Mile                        | 2007               | 26      | [ N 3 ] [ 6 ] [ 7 ]  |
| PiPoPa - I folletti del Web           | 2008-2009          | 51      | [ 7 ]                |
| Fight ippatsu! Jūden-chan!!           | 2009               | 12      | [ 7 ]                |
| Weiß Survive                          | 2009               | 16      | [ 7 ]                |
| Yumeiro Pâtissière                    | 2009-2010          | 50      | [ N 4 ] [ 7 ]        |
| Weiß Survive R                        | 2009-2010          | 12      | [ 7 ]                |
| Yumeiro Pâtissière SP: Professional   | 2010               | 13      | [ N 4 ] [ 8 ]        |
| Clean Freak! Aoyama kun               | 2017               | 12      | [ 8 ]                |
| High Card                             | 2023-2024          | 12+     | [ N 5 ] [ 9 ] [ 10 ] |
| Togen Anki - Sangue maledetto         | 2025               |         | [ 11 ]               |

### OAV ed ONA
| Titolo                                                | Anno di produzione | Episodi | Note e fonti         |
| ----------------------------------------------------- | ------------------ | ------- | -------------------- |
| Shin Karate Jigoku Hen                                | 1990               | 2       | [ 4 ]                |
| Izumo                                                 | 1991               | 2       | [ N 6 ] [ 12 ]       |
| Lime-iro Senkitan: Nankoku Yume Roman                 | 2004               | 2       | [ 5 ]                |
| Netrun-mon The Movie 1: Net no Sumi de Blog to Sakebu | 2004               | 1       | [ 5 ]                |
| Kashimashi: Girl Meets Girl                           | 2006               | 1       | [ 13 ]               |
| Sumomomo Momomo                                       | 2007               | 2       | [ 14 ]               |
| Ketai Shoujo                                          | 2007               | 6       | [ 7 ]                |
| Hoshi no Umi no Amuri                                 | 2008               | 3       | [ 7 ]                |
| Isshoni Training                                      | 2009-2010          | 3       | [ 7 ]                |
| Land of the Lustrous                                  | 2013               | 1       | [ N 7 ] [ 15 ] [ 8 ] |
| Monster Strike                                        | 2015-2016          | 51      | [ N 8 ] [ 8 ]        |
| Monster Strike: Mermaid Rhapsody                      | 2016               | 1       | [ N 8 ] [ 16 ]       |
| Ninjala                                               | 2020               | 5       | [ N 9 ] [ 17 ]       |
| Tekken: Bloodline                                     | 2022               | 6       | [ N 10 ] [ 18 ]      |

### Film

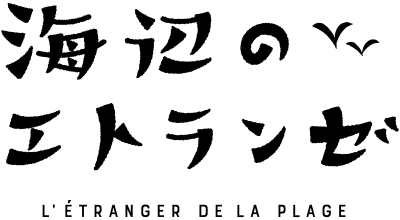
Logo del film Umibe no Étranger.

| Titolo                                          | Anno di produzione | Note e fonti |
| ----------------------------------------------- | ------------------ | ------------ |
| Duel Masters Movie 1: Yami no Shiro no Maryuuou | 2005               | [ 6 ]        |
| Junod                                           | 2010               | [ 8 ]        |
| Umibe no Étranger                               | 2020               | [ 19 ]       |